# Bem-casado
Casadinho (português europeu) ou bem-casado (português brasileiro) é um doce popular em Portugal e no Brasil, principalmente nas festas de casamento. Além do sabor bastante doce, destaca-se pela atenção dada à elaboração das embalagens com que são produzidos, feitas geralmente de papel crepom e fitas de cetim.

## Simbologia
Dizem que o bem-casado é servido no final das festas de casamento para trazer sorte e prosperidade aos noivos recém casados. Simbolizando assim a união e o compromisso mútuo e para sempre entre os pares.

## Características do bem-casado
O bem-casado é um doce bastante peculiar. A massa é muito macia, o recheio é normalmente de doce de leite ou baba de moça. Após longos anos este doce acabou se tornando algo tradicional nas festas de casamento.

## Origem
O bem-casado é um doce lusitano que espalhou-se também para o Brasil desde ao menos o início do século 20, sendo comum nos dois países até os tempos atuais. A diferença básica entre o casadinho português e o bem-casado brasileiro é a textura da receita portuguesa, mais densa. Ambos são descendentes indiretos do multicentenário alfajor árabe. Sua aparência lembra muito o macaron, um bolinho recheado francês.